# 27816 Naitohiroyuki
27816 Naitohiroyuki este o planetă minoră (asteroid), cu un diametru de 3,896 km, din centura de asteroizi. A fost descoperită pe 15 octombrie 1993 la Kitami Observatory⁠(d) de Kin Endate. 
Obiectul prezintă o orbită caracterizată de o semiaxă mare de 2,6104489 UAi, o excentricitate de 0,2, o înclinație de 3,19954 ° în raport cu ecliptica.